# Lemurodendron capuronii
Lemurodendron capuronii là một loài thực vật có hoa trong họ Đậu. Loài này được Villiers & P.Guinet miêu tả khoa học đầu tiên.